# Пионерская зорька
«Пионерская зорька» (з рос. — «Піонерська зоря») — радіопередача, дитяча радіогазета, яка щодня виходила в ранковому радіоефірі Радянського Союзу. Назва походить від військового сигналу «зоря», що означає схід сонця і настання світлого часу доби. Перший ефір радіогазети відбувся 19 квітня 1925 року (тоді передача називалася «Радіопіонер»). З 1955 року «Пионерская зорька» стала виходити в ефір щодня.
Передача була призначена для школярів середніх класів. У ній висвітлювалося життя піонерії, країни, відповідні репортажі, інтерв'ю, радіонариси. Для випуску передачі запрошувалися відомі артисти, музики, поети. Пісні для дитячої радіогазети писали такі композитори, як М. Йорданський, А. Островський, Є. Крилатов, О. Хромушин, С. Соснін, Ю. Чичков, О. Пахмутова. У співпраці з ними працювали поети К. Ібряєв, С. Гребенников, М. Добронравов, М. Пляцковський, М. Садовський.
Передача припинила існування на початку 1990-х років з розпадом СРСР. Останній випуск вийшов 30 грудня 1991 року.